# David Wilhelm Silfverstolpe
David Wilhelm Silfverstolpe, född den 26 juni 1798 i Stockholm, död den 16 juli 1875 i Båstads socken, Kristianstads län, var en svensk militär.
David Silfverstolpe var son till överstelöjtnant Lars Silfverstolpe och kramhandlaredottern Anna Brita Carré, och dotters sonson till Johan Ihre. Silfverstolpe blev underlöjtnant vid Göta artilleriregemente 1813, var fälttygmästare 1835-46 och chef för Wendes artilleriregemente 1845-60 samt blev generalmajor 1860. Han var kommendör av Svärdsorden. 1814 fick han tapperhetsmedajen i guld, samma år som fadern stupade för en kanonkula i Fredrikshall.
Han deltog i flera kommittéer och verkade som lärare vid militärläroverk. Han utgav Samling af gällande författningar rörande arméen, dess styrelse och förvaltning (1867, bihang 1870) och skrev smärre uppsatser i Krigsvetenskapsakademiens handlingar. Han var en tid innehavare av godset Vällinge i Svartlösa härad på Södertörn.
Hans första hustru var en grevinna Wrangel af Sausis, vars mor var en Wingård, och hans andra hustru tillhörde ätten Virgin.